# Stora Vika
Stora Vika is een plaats in de gemeente Nynäshamn in het landschap Södermanland en de provincie Stockholms län in Zweden. De plaats heeft 585 inwoners (2005) en een oppervlakte van 47 hectare.